# Tauro
Tauro (rusky Тауро) je lagunové jezero na ostrově Sachalin v uglegorském okrese, Sachalinské oblasti Ruské federace.

## Geografie
Na břehu jezera se nachází sídlo městského typu Šachťorsk, kudy prochází úzkokolejná železnice Správy těžby a dopravy. Jezero má přibližnou délku 2,25 km a 1,8 km šířku. Rozkládá se na ploše 3 km² s plochou povodí 46,5 km². Jezerem protéká řeka Šachtorskaja.
V důsledku mořských bouří, které vymývají kanál, spojující jezero s Tatarským průlivem se ústí jezera neustále mění. Ryby, které se z moře dostanou do jezera, na podzim umírají. Na jaře v důsledku tání ledů se zvedá hladina jezera, přičemž dochází k propojení jezera s mořem.

## Ryby
V jezeře žijí platýsi, perlíni, tajmeni a cípali. Jezero je oblíbeným místem rekreačních rybářů.